# Hasselbach (Waldkappel)
Hasselbach ist ein Stadtteil von Waldkappel im nordhessischen Werra-Meißner-Kreis.

## Geografische Lage
Hasselbach liegt an der Wehre, einem linksseitigen Zufluss der Werra. Nachbargemeinden sind Küchen, ein Stadtteil von Hessisch Lichtenau im Nordwesten und Harmuthsachsen, ein Stadtteil von Waldkappel im Südosten. Nordöstlich führt die Bundesstraße 7 vorbei, die sich bis zum Bau der Umgehungsstraße in den 1970er Jahren durch den Ort zwängte. Parallel dazu verlief die ehemalige Lossetalbahn. Der Herkules-Wartburg-Radweg führt auf seiner Strecke von Kassel nach Eisenach durch das Dorf. Hasselbach liegt innerhalb des Geo-Naturparks Frau-Holle-Land.

## Geschichte

### Ortsgeschichte
Die älteste bekannte schriftliche Erwähnung von Hasselbach erfolgte unter dem Namen in villa Haselbach im Jahr 1273 in einer Urkunde der Deutschordensballei Hessen. Die Grafen von Bielstein schenkten dort dem Deutschordenshaus in Reichenbach Zinsgüter, also Einkünfte und Rechte in Haselbach; der Ort war im Besitz der Herren von Cappel. Als weiterer Grundherr tritt in diesem Gebiet das Kloster Germerode in Erscheinung. Nach dessen Säkularisation werden die Herren von Hundelshausen zum bedeutendsten Grundherren, das von Cappelsche Lehen war bereits 1391 an den Landesherren heimgefallen.
Der Ort lag im Mittelalter verkehrsgünstig an der Lange-Hessen-Straße. Innerhalb der Gemarkung liegen vier mittelalterliche Wüstungen: Geisenrod, Steinbach, Ichendorf und Weissner.
Hasselbach gehörte bis 1821 zum hessischen Amt Lichtenau und danach zum Landkreis Witzenhausen. Während der französischen Besetzung gehörte der Ort zum Kanton Bischhausen im Königreich Westphalen (1807–1813).
Hessische Gebietsreform (1970–1977)
Im Zuge der Gebietsreform in Hessen wurde die bis dahin selbständige Gemeinde Hasselbach zum 31. Dezember 1971 auf freiwilliger Basis in die Stadt Waldkappel eingemeindet. Für Hasselbach, sowie für alle ehemals eigenständigen Gemeinden von Waldkappel und die Kerngemeinde wurde jeweils ein Ortsbezirk mit Ortsbeirat und Ortsvorsteher nach der Hessischen Gemeindeordnung gebildet.

### Verwaltungsgeschichte im Überblick
Die folgende Liste zeigt die Staaten und Verwaltungseinheiten, denen Hasselbach angehört(e):
- vor 1567: Heiliges Römisches Reich, Landgrafschaft Hessen, Amt Lichtenau
- ab 1654: Heiliges Römisches Reich, Landgrafschaft Hessen-Kassel, Amt Lichtenau
- ab 1806: Landgrafschaft Hessen-Kassel, Amt Lichtenau
- 1807–1813: Königreich Westphalen, Departement der Werra, Distrikt Eschwege, Kanton Bischhausen
- ab 1815: Kurfürstentum Hessen, Amt Lichtenau[8]
- ab 1821: Kurfürstentum Hessen, Provinz Niederhessen, Kreis Witzenhausen[9][Anm. 2]
- ab 1848: Kurfürstentum Hessen, Bezirk Eschwege
- ab 1851: Kurfürstentum Hessen, Provinz Niederhessen, Kreis Witzenhausen
- ab 1867: [Anm. 3]Königreich Preußen, Provinz Hessen-Nassau, Regierungsbezirk Kassel, Kreis Witzenhausen
- ab 1871: Deutsches Reich, Königreich Preußen, Provinz Hessen-Nassau, Regierungsbezirk Kassel, Kreis Witzenhausen
- ab 1918: Deutsches Reich, Freistaat Preußen, Provinz Hessen-Nassau, Regierungsbezirk Kassel, Kreis Witzenhausen
- ab 1944: Deutsches Reich, Freistaat Preußen, Provinz Kurhessen, Landkreis Witzenhausen
- ab 1945: Amerikanische Besatzungszone, Groß-Hessen, Regierungsbezirk Kassel, Landkreis Witzenhausen
- ab 1946: Amerikanische Besatzungszone, Land Hessen, Regierungsbezirk Kassel, Landkreis Witzenhausen
- ab 1949: Bundesrepublik Deutschland, Land Hessen, Regierungsbezirk Kassel, Landkreis Witzenhausen
- ab 1972: Bundesrepublik Deutschland, Land Hessen, Regierungsbezirk Kassel, Landkreis Eschwege, Stadt Waldkappel[Anm. 4]
- ab 1974: Bundesrepublik Deutschland, Land Hessen, Regierungsbezirk Kassel, Werra-Meißner-Kreis, Witzenhausen

## Bevölkerung

### Einwohnerstruktur 2011
Nach den Erhebungen des Zensus 2011 lebten am Stichtag dem 9. Mai 2011 in Hasselbach 153 Einwohner. Darunter waren keine Ausländer.
Nach dem Lebensalter waren 18 Einwohner unter 18 Jahren, 60 zwischen 18 und 49, 33 zwischen 50 und 64 und 39 Einwohner waren älter. Die Einwohner lebten in 72 Haushalten. Davon waren 14 Singlehaushalte, 18 Paare ohne Kinder und 24 Paare mit Kindern, sowie 6 Alleinerziehende und keine Wohngemeinschaften. In 24 Haushalten lebten ausschließlich Senioren und in 42 Haushaltungen lebten keine Senioren.

### Einwohnerentwicklung
| Quelle: Historisches Ortslexikon |                                                                   |
| • 1585/85:                       | 20 Hausgesesse                                                    |
| • 1681:                          | 22 Hausgesesse                                                    |
| • 1747:                          | 25 Mannschaften mit 25 Feuerstellen                               |
| • 1961:                          | 234 evangelische (= 89,66 %), 24 katholische (= 9,20 %) Einwohner |

| Hasselbach: Einwohnerzahlen von 1780 bis 2015 | Hasselbach: Einwohnerzahlen von 1780 bis 2015 | Hasselbach: Einwohnerzahlen von 1780 bis 2015 | Hasselbach: Einwohnerzahlen von 1780 bis 2015 | Hasselbach: Einwohnerzahlen von 1780 bis 2015 |
| --- | --------------------------------------------- | --------------------------------------------- | --------------------------------------------- | --------------------------------------------- |
| Jahr |                                               |                                               |                                               | Einwohner                                     |
| 1780 | 1780                                          |                                               | 104                                           | 104                                           |
| 1800 | 1800                                          |                                               | ?                                             | ?                                             |
| 1834 | 1834                                          |                                               | 207                                           | 207                                           |
| 1840 | 1840                                          |                                               | 219                                           | 219                                           |
| 1846 | 1846                                          |                                               | 204                                           | 204                                           |
| 1852 | 1852                                          |                                               | 224                                           | 224                                           |
| 1858 | 1858                                          |                                               | 238                                           | 238                                           |
| 1864 | 1864                                          |                                               | 236                                           | 236                                           |
| 1871 | 1871                                          |                                               | 207                                           | 207                                           |
| 1875 | 1875                                          |                                               | 196                                           | 196                                           |
| 1885 | 1885                                          |                                               | 208                                           | 208                                           |
| 1895 | 1895                                          |                                               | 188                                           | 188                                           |
| 1905 | 1905                                          |                                               | 141                                           | 141                                           |
| 1910 | 1910                                          |                                               | 160                                           | 160                                           |
| 1925 | 1925                                          |                                               | 194                                           | 194                                           |
| 1939 | 1939                                          |                                               | 193                                           | 193                                           |
| 1946 | 1946                                          |                                               | 287                                           | 287                                           |
| 1950 | 1950                                          |                                               | 278                                           | 278                                           |
| 1956 | 1956                                          |                                               | 264                                           | 264                                           |
| 1961 | 1961                                          |                                               | 261                                           | 261                                           |
| 1967 | 1967                                          |                                               | 247                                           | 247                                           |
| 1970 | 1970                                          |                                               | 245                                           | 245                                           |
| 1980 | 1980                                          |                                               | ?                                             | ?                                             |
| 1990 | 1990                                          |                                               | ?                                             | ?                                             |
| 2000 | 2000                                          |                                               | ?                                             | ?                                             |
| 2011 | 2011                                          |                                               | 153                                           | 153                                           |
| 2015 | 2015                                          |                                               | 155                                           | 155                                           |
| Datenquelle: Historisches Gemeindeverzeichnis für Hessen: Die Bevölkerung der Gemeinden 1834 bis 1967. Wiesbaden: Hessisches Statistisches Landesamt, 1968. Weitere Quellen: LAGIS; Stadt Waldkappel; Zensus 2011 |                                               |                                               |                                               |                                               |

## Sehenswürdigkeiten

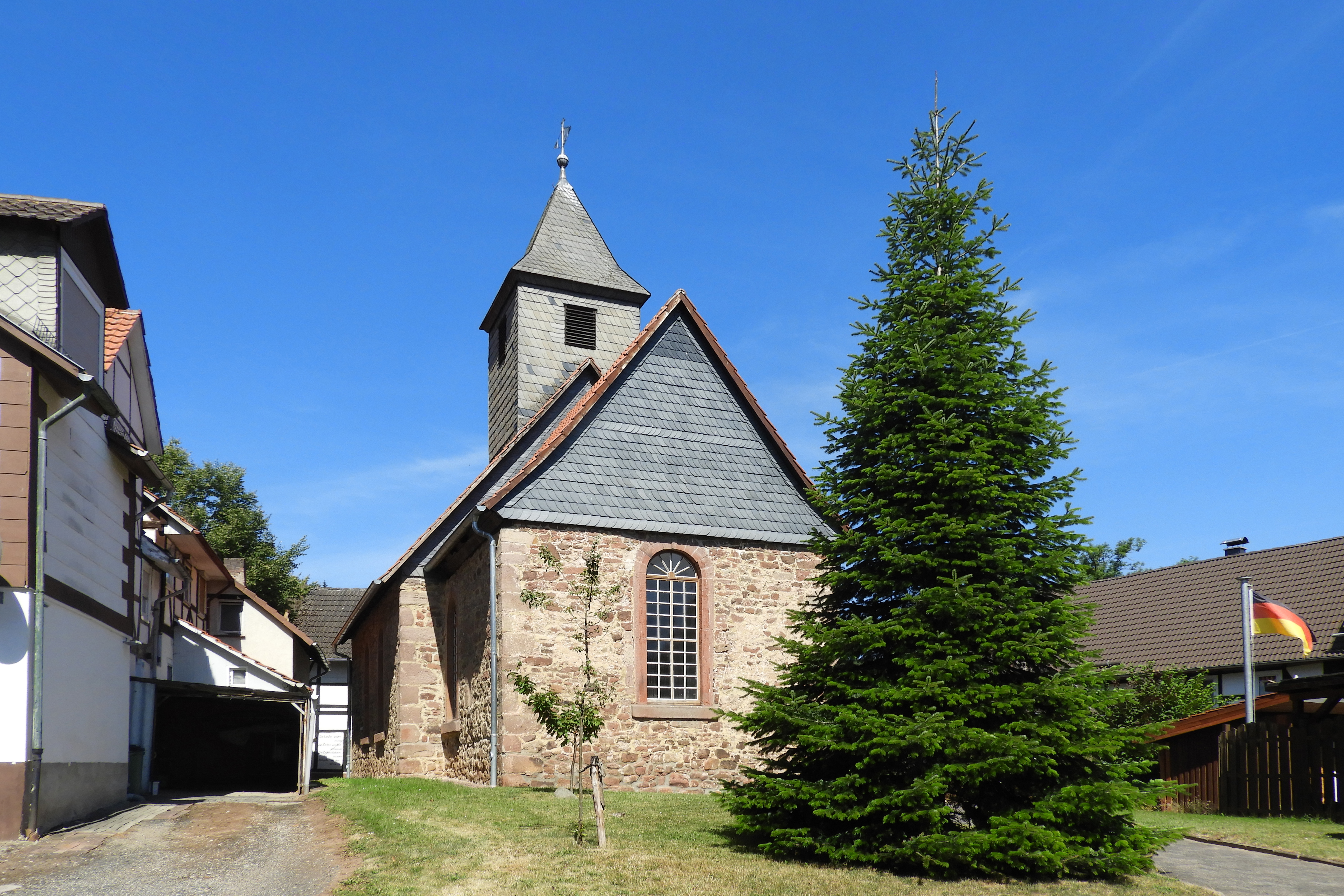
Die evangelische Pfarrkirche zu Hasselbach.

- Hasselbach besitzt zahlreiche denkmalgeschützte Fachwerkhäuser, die deutliche Akzente innerhalb des Ortsbildes setzen. Das größte zusammengehörige Architekturenensemble ist der ehemalige Gutshof der Herren von Hundelshausen im nördlichen Teil des Dorfes. Es besteht aus einem Herrenhaus aus der Mitte des 16. Jahrhunderts und Wirtschaftsgebäuden, die im 19. und 20. Jahrhundert erbaut wurden. Weitere zusammenhängende Gebäudegruppen befinden sich im Bereich der Pfarrkirche, deren dicht gestaffelte Bebauung durch eine kleinmaßstäbliche Architektur geprägt wird.[11]

- Die evangelische Kirche aus dem Jahr 1797 besitzt einen mittelalterlichen Kern in massivem Mauerwerk, mit steinsichtig verputzten Bruchsteinen. Auf dem Langhaus sitzt ein vierseitiger verschieferter Dachreiter auf, mit einer Wetterfahne, die die Jahreszahlen 1797 und 1992 trägt. Jenseits davon ist der rechteckige Chor deutlich abgesetzt. Der schlichte Innenraum wird von einer Flachdecke geschlossen, an der Nord- und Westwand erstreckt sich eine Empore mit kassettierter Brüstung. Als bemerkenswert angesehen wird die Holzkanzel mit ihrem reichen Beschlagwerk, die in das Jahr 1668 datiert wird, sowie die Orgel mit barockem Prospekt, die, so wird vermutet, von J. W. Schmerbach d. Ä. erbaut wurde. Wegen ihrer künstlerischen, geschichtlichen und baulichen Bedeutung ist die Kirche ein geschütztes Kulturdenkmal.[11]